# The Block
The Block je americká společnost zabývající se daty, výzkumem a zpravodajstvím specializovaná na kryptoměny. The Block provozuje zpravodajský web a také B2B služby pro svá data, výzkum a zpravodajství. Zaměřuje se hlavně na pomoc klientům z Wall Street pochopit kryptoměny.

## Historie
The Block byl založen Mikem Dudasem na začátku roku 2018 poté, co získal investici na 2 miliony dolarů. Společnost brzy poté spustila svou úvodní stránku a plně debutovala koncem roku 2018. V roce 2019 získala dalších 1,5 milionu dolarů.
V roce 2021 Mike Dudas odstoupil a nastoupil ve společnosti Paxos. Krátce poté se stal CEO Michael McCaffrey, který si vzal od Alameda Research neoznámenou půjčku na 12 milionů dolarů k vykoupení ostatních investorů a všech bývalých zaměstnanců.
V následujících dvou letech si McCaffrey vzal od Alameda Research další dvě půjčky v celkové výši 15 milionů dolarů na financování běžného provozu The Block a dalších 16 milionů dolarů na koupi osobní nemovitosti na Bahamách.
Poté, co Alameda Research zkrachovala a McCaffreyho neoznámené půjčky v celkové hodnotě 43 milionů dolarů byly v prosinci 2022 zveřejněny, McCaffrey odstoupil a Bobby Moran, tehdejší hlavní ředitel prodeje The Block, se v listopadu 2022 stal výkonným ředitelem.
The Block tehdy uvedl, že kromě McCaffreyho o půjčkách od Alameda Research nevěděl žádný zaměstnanec. Moran tehdy uvedl, že neexistuje žádný důkaz, že by McCaffrey ovlivnivňoval redakci, zejména v jejich zpravodajství o SBF, FTX a Alameda Research.
V březnu 2023 se stal CEO Vavřinec Čermák s tím, že The Block vrátí ke svým kořenům, aby zvýšil ziskovost. V listopadu 2023 bylo ohlášeno, že The Block prodal více než 80% podíl singapurskému fondu Foresight Ventures.